# Kilbirnie Castle
Kilbirnie Castle ist eine Burgruine westlich von Kilbirnie an den unteren Hängen der Glengarnock Hills in der schottischen Council Area North Ayrshire. Das Gelände liegt in der Nähe eines Baches und eines kleinen, aber tiefen Tobels, der einst Verteidigungsfunktion für die Burg hatte.
Die Ruine ist als Kategorie-B-Bauwerk denkmalgeschützt.

## Geschichte
Der Name „Kilbirnie“ stammt aus dem Schottisch-gälischen und bedeutet im Deutschen „Kirche des Heiligen Brendan“. Die Gemeinde war in drei Baronate aufgeteilt: Kilbirnie, Ladyland und Glengarnock. Das Baronat Kilbirnie war mit 2200 Hektar Land das größte in der Gemeinde und mit 1200 Hektar landwirtschaftlich nutzbaren Landes (Viehweide und Wald) auch das fruchtbarste.
Auf Kilbirnie Castle sollen sich die Schotten 1263 unter König Alexander III. gesammelt haben, bevor sie in der Schlacht von Largs gegen die norwegische Streitmacht kämpften.
Die Burg stand hoch über der Biegung eines tiefen Tobels, der ihr auf der West- und der Nordseite Schutz bot, auch wenn sie von der Kante des Tobels etwas zurückgesetzt war.
Timothy Ponts Landkarte von etwa 1604, die von Joan Blaeu 1654 in Amsterdam veröffentlicht wurde, zeigt „Kilbirnan Castle“, das vor dem Landhaus entstand. John Adairs Landkarte von etwa 1685 zeigt ein mit Zinnen versehenes Gebäude namens „Kilburny“. Roys Landkarte von 1747 zeigt die Burg und eine gestaltete Allee davor. Eine Mains Farm ist in der Nähe der Kirche von Kilbirnie verzeichnet. Die Landkarte von Thomson von 1832 verzeichnet „Kilbirny House“ und zeigt eine Straße, die direkt vom Haus zur Kirche verläuft. In der Ordnance Survey Map von 1856 heißt das Anwesen „Kilbirnie House“.

## Beschreibung

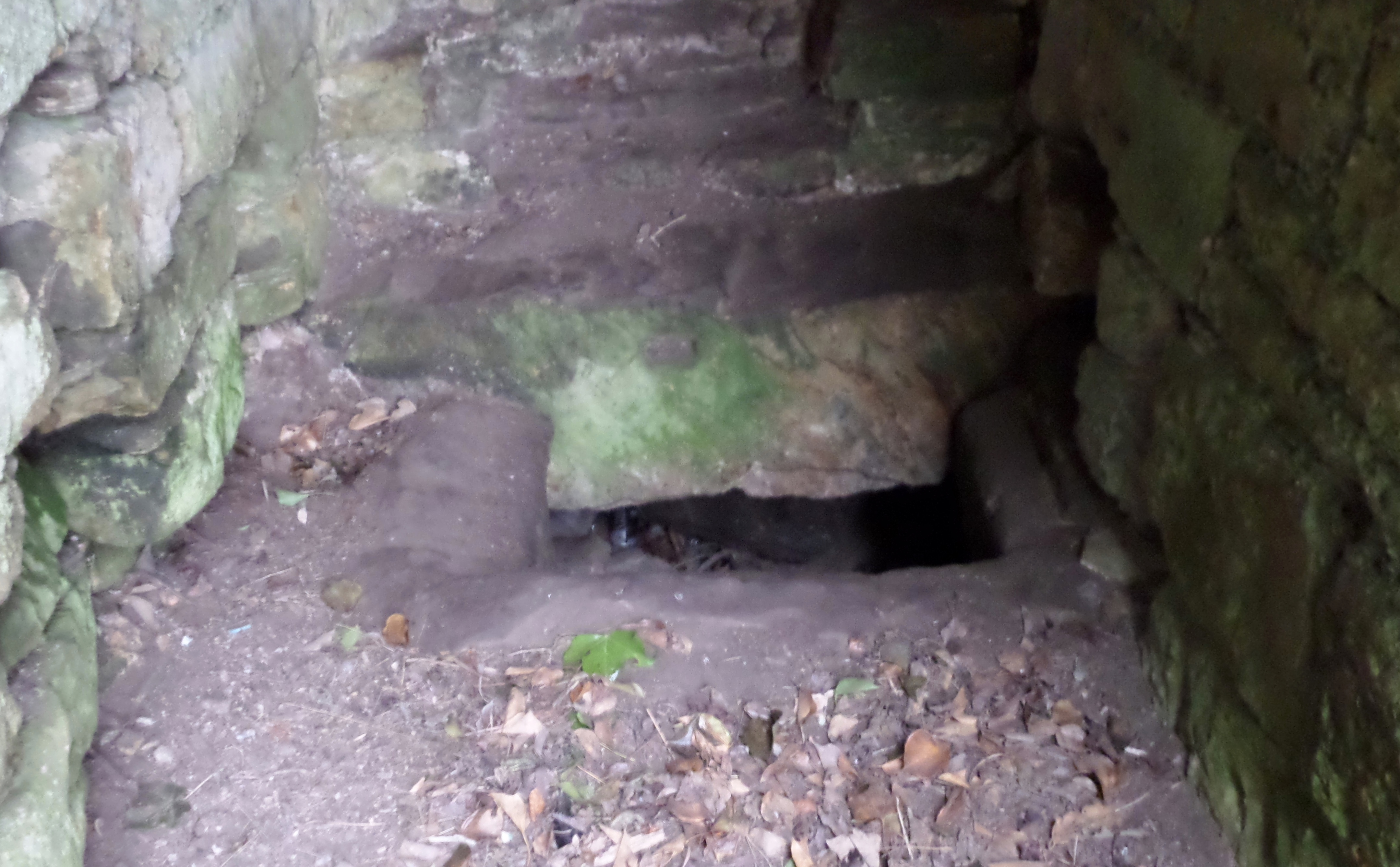
Der Eingang zum „Hungerloch“ im Donjon

Der beeindruckende Donjon aus dem 15. Jahrhundert bedeckt eine Grundfläche von 12,77 × 10,03 Metern; die Mauern sind 2,12–2,43 Meter dick. Es gab einen Keller und eine Schlafkammer unter einem Gewölbe. Ein weiteres Gewölbe beherbergte einen Rittersaal, der durch drei Fenster in der Südmauer und ein Fenster hoch oben in der Nordmauer belichtet war. Darunter lag ein privater Raum. Der Turm war vier Stockwerke hoch und in der Nordwestecke gab es ein „Hungerloch“-Gefängnis, das man über eine Klappe von einem Gang einer Treppe auf der Ebene des Dachgeschosses erreichen konnte. Es gab keine Schießscharten.
Nordwestlich des Donjons liegen Ruinen eines ehemaligen Herdes und weitere Überreste von Gebäuden, vermutlich der ehemaligen Küchen.

### Göttlicher Schutz
In den größten offenen Kamin des Donjons sind zwei behauene, rote Sandsteinplatten eingesetzt, auf denen gotische Schriftzüge zu erkennen sind. Auf einem steht „Maria“, der andere, kleinere Schriftzug konnte noch nicht entziffert werden. Sandsteinsäulen auf beiden Seiten dieses offenen Kamins tragen Darstellungen von Kletterpflanzen, vermutlich Efeu. Eine Erklärung des gotischen Schriftzuges ist, dass es Namen von Heiligen sind und dass dies ein Apotropaion zur Abwehr böser Geister an einem sonst „ungeschützten“ Eintrittsort in das Haus war.
Die Puritaner gingen gegen Darstellungen der Hl. Maria vor, aber ihr Name oder – noch üblicher – ihre Initialen wurden weiterhin überall verwendet. Die gotische Inschrift und die Lage der Steine legen nahe, dass sie früher Teil einer Grabstätte waren. Dies galt als doppelt wirksam, wenn sie aus der nahegelegenen Kilwinning Abbey stammten, da man dachte, dass ihnen heilige Energien innewohnten.
Der alte Haupteingang zum Donjon war im östlichen Winkel der Nordfassade und führte später zum Hof. Das Geländeniveau wurde deutlich angehoben und nur noch ein Bogen der Tür ist sichtbar.

## Anbau und Zerstörung
Später wurde das Haus Kilbirnie Place an den Donjon angebaut. Zusammen mit dem Landhaus wurde der Donjon bei einem Brand zerstört, der am Morgen des 1. Mai 1757 während Bauarbeiten ausbrach.